# Stigmella aeriventris
Stigmella aeriventris là một loài bướm đêm thuộc họ Nepticulidae. Loài này có ở Maharashtra in Ấn Độ.
Ấu trùng ăn Allophylus cobbe. Chúng có thể ăn lá nơi chúng làm tổ.